# Goodnightiella
Goodnightiella is een geslacht van hooiwagens uit de familie Gonyleptidae.
De wetenschappelijke naam Goodnightiella is voor het eerst geldig gepubliceerd door H. E. M. Soares & B. A. Soares in 1945. 

## Soorten
Goodnightiella is monotypisch en omvat slechts de volgende soort:
- Goodnightiella impar